# Валлекорса
Валлекорса (італ. Vallecorsa) — муніципалітет в Італії, у регіоні Лаціо,  провінція Фрозіноне.
Валлекорса розташована на відстані близько 95 км на південний схід від Рима, 21 км на південь від Фрозіноне.
Населення — 2684 особи (2014).
Щорічний фестиваль відбувається 29 вересня. Покровитель — святий Архангел Михаїл.

## Демографія
Населення за роками:

Станом на 1 січня 2023 року в муніципалітеті офіційно проживали 43 іноземці з 12 країн, серед них 22 громадяни країн Євросоюзу та 3 громадяни України.

## Сусідні муніципалітети
- Амазено
- Кастро-дей-Вольші
- Фонді
- Ленола
- Монте-Сан-Б'яджо